# Abrothrix
Az Abrothrix az emlősök (Mammalia) osztályának rágcsálók (Rodentia) rendjébe, ezen belül a hörcsögfélék (Cricetidae) családjába tartozó nem.

## Rendszerezés
A nembe az alábbi 9 faj tartozik:
- Abrothrix andinus Philippi, 1858
- Abrothrix hershkovitzi Patterson, Gallardo, & Freas, 1984
- Abrothrix illuteus Thomas, 1925
- Abrothrix jelskii Thomas, 1894
- Abrothrix lanosus Thomas, 1897
- Abrothrix longipilis Waterhouse, 1837 - típusfaj
- Abrothrix markhami Pine, 1973
- Abrothrix olivaceus Waterhouse, 1837
- Abrothrix sanborni Osgood, 1943